# Andoany
Andoany (zwane także Antsirambazaha lub Hell-Ville) – miasto na wyspie Nosy Be w północnym Madagaskarze, w prowincji Antsiranana. W 2005 roku liczyło 23 050 mieszkańców.